# サヴィオーレ・デッラダメッロ
サヴィオーレ・デッラダメッロ（イタリア語: Saviore dell'Adamello）は、イタリア共和国ロンバルディア州ブレシア県にある、人口約800人の基礎自治体（コムーネ）。

## 地理

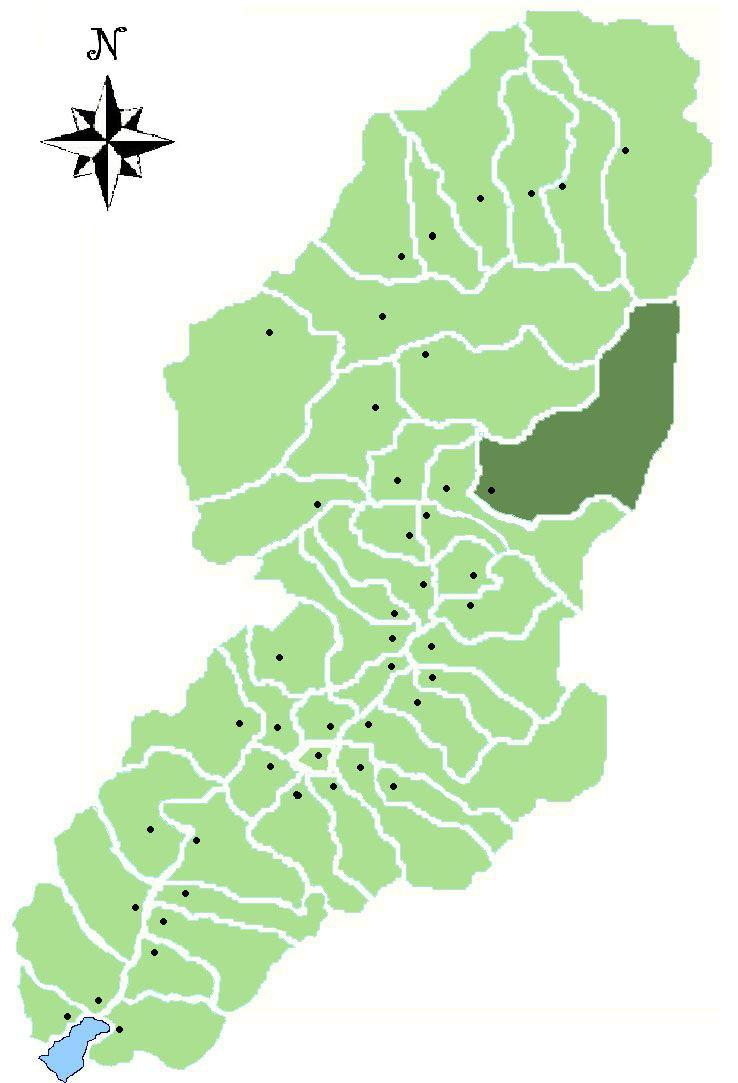
ヴァル・カモニカにおけるコムーネの領域

### 位置・広がり
ブレシア県北部、ヴァルカモニカのコムーネ。県都ブレシアから北北東へ62km、州都ミラノから北東へ116kmの距離にある。

#### 隣接コムーネ
隣接するコムーネは以下の通り。括弧内のTNはトレント自治県所属を示す。
| - チェーヴォ - エードロ - ポンテ・ディ・レーニョ - ソーニコ - スピアッツォ (TN) - ヴァルダオーネ (TN) |

### 地震分類
イタリアの地震リスク階級 (it) では、3 に分類される
。

## 行政

### 山岳部共同体
広域行政組織である山岳部共同体「ヴァッレ・カモニカ山岳部共同体」 (it:Comunità montana di Valle Camonica) （事務所所在地: ブレーノ）を構成するコムーネである。